# Stephen Kunken
Stephen Kunken (New York, 23 ottobre 1971) è un attore statunitense.

## Filmografia parziale

### Cinema
- Love & Secrets (2010)
- Molto forte, incredibilmente vicino (2011)
- The Bay, regia di Barry Levinson (2012)
- The Wolf of Wall Street (2013)
- Still Alice (2014)
- Il ponte delle spie (2015)
- Jason Bourne (2016)
- Café Society, regia di Woody Allen (2016)
- La vita dopo i figli (Otherhood), regia di Cindy Chupack (2019)

### Televisione
- Billions – serie TV, 41 episodi (2016-2023)
- The Handmaid's Tale - serie TV (2017-in corso)
- Una spia tra noi - Un amico leale fedele al nemico (A Spy Among Friends) – miniserie TV, 6 puntate (2022)

## Doppiatori italiani
Nelle versioni in italiano delle opere in cui ha recitato, Stephen Kunken è stato doppiato da:
- Luca Ghignone in Law & Order: Criminal Intent
- Vittorio De Angelis in Love & Secrets
- Franco Mannella in Still Alice
- Antonio Palumbo in Blue Bloods
- Maurizio Fiorentini in Elementary
- Daniele Raffaeli in The Affair - Una relazione pericolosa (st. 1-2)
- Riccardo Scarafoni in The Affair - Una relazione pericolosa (ep. 5x08)
- Manfredi Aliquò in Il ponte delle spie
- Andrea Lavagnino in Billions
- Roberto Certomà in Jason Bourne
- Loris Loddi in Café Society
- Dario Agrillo in The Handmaid's Tale
- Davide Marzi in Una spia tra noi - Un amico leale fedele al nemico